# Highbridge
Highbridge is een plaats in het bestuurlijke gebied Sedgemoor, in het Engelse graafschap Somerset. In 2001 telde de plaats 5986 inwoners.